# Robert VII. od Auvergnea
Grof Robert VII. (francuski: Robert VII d’Auvergne; ? — St Geraldus, 13. listopada 1325.; pokopan u Le Bouchetu) bio je francuski plemić; grof Auvergnea i Boulognea (1314. — 1325.). Znan je i kao Robert Veliki.
Bio je sin i nasljednik grofa Roberta VI. od Auvergnea († 1314.) te tako član dinastije Auvergne. Majka Roberta VII. bila je dama Beatrica od Montgascona (Béatrice de Montgascon), kći lorda Faucona III. od Montgascona i njegove supruge Izabele. Beatrica i njezin sin spomenuti su u jednoj povelji u kojoj ona potvrđuje Roberta kao svoga nasljednika.
Godine 1303. Robert je u Parizu oženio gospu Blanku Burbonsku († 1304.; pokopana u Boulogne-sur-Meru), kćer francuskog princa Roberta Capeta. Blankino i Robertovo jedino dijete bio je sin, grof Vilim XII. od Auvergnea († 6. kolovoza 1332.), čija je kći bila Ivana I. od Auvergnea, koja je postala kraljicom Francuske.
Godine 1312. Robert se oženio po drugi put, Marijom Flandrijskom († 1350.), čiji su roditelji bili Vilim od Dendermondea i njegova supruga Alisa. Marija je suo iure bila vikontesa Châteauduna. Robert i Marija su bili roditelji grofa Ivana I. od Auvergnea (otac grofa Ivana II.); zatim, kardinala Guya od Boulognea; Roberta († poslije svibnja 1326. god.); potom, lorda Gotfrida od Montgascona, oca Marije I. od Auvergnea; te kćeri Matilde, Marije i Margarete.